# Tessin b. Boizenburg
Tessin b. Boizenburg – miejscowość i gmina w Niemczech, w kraju związkowym Meklemburgia-Pomorze Przednie, w powiecie Ludwigslust-Parchim, wchodząca w skład Związku Gmin Boizenburg-Land.
Gmina obejmuje miejscowości Tessin b. Boizenburg i Kuhlenfeld.